# Tiger (butikskæde)
 For alternative betydninger, se Tiger (flertydig). (Se også artikler, som begynder med Tiger)
Flying Tiger Copenhagen er en dansk butikskæde, der sælger hverdagsartikler og sæsonbetonede varer. 
Kæden blev grundlagt i 1995 af Lennart Lajboschitz, og har i dag (2025) 1007 butikker i Europa, Asien, Mellemøsten og Australien. 
Flying Tiger Copenhagen ejes af selskabet Zebra A/S , der har kapitalfonden Treville som hovedaktionær.
Hovedkvarteret er placeret på Christianshavn, og der er regionale kontorer i både Europa og Asien.
Tiger har sit navn fra det dansker ord tiger der til forveksling lyder som en tier, som bruges om den danske 10-krone; i de første butikker i Danmark kostede alt 10 kroner.

## Antal butikker pr. land
Tiger drev næsten 1.000 butikker på verdensplan i 2022, hvoraf 937 var i Europa.
| Land                       | Antal butikker |
| -------------------------- | -------------- |
| Italien                    | 129            |
| Spanien                    | 118            |
| Storbritannien             | 85             |
| Danmark                    | 51             |
| Frankrig                   | 43             |
| Polen                      | 44             |
| Sverige                    | 42             |
| Norge                      | 35             |
| Japan                      | 35             |
| Portugal                   | 36             |
| Tyskland                   | 33             |
| Finland                    | 31             |
| Belgien                    | 23             |
| Irland                     | 23             |
| Sydkorea                   | 22             |
| Holland                    | 20             |
| Tjekkiet                   | 17             |
| Østrig                     | 13             |
| Schweiz                    | 15             |
| Grækenland                 | 13             |
| Ungarn                     | 11             |
| Israel                     | 8              |
| Slovakiet                  | 8              |
| Estland                    | 7              |
| Letland                    | 6              |
| Litauen                    | 6              |
| Cypern                     | 6              |
| Island                     | 5              |
| Saudi-Arabien              | 5              |
| Malta                      | 3              |
| Forenede Arabiske Emirater | 4              |
| Indonesien                 | 9              |
| Filippinerne               | 4              |
| Tyrkiet                    | 10*            |